# Campeonato Europeo de Ciclocrós de 2022
El XX Campeonato Europeo de Ciclocrós se celebró en Namur (Bélgica) del 5 al 6 de noviembre de 2022 bajo la organización de la Unión Europea de Ciclismo (UEC) y la Federación Belga de Ciclismo.

## Medallistas

### Categoría élite
| Evento    | Oro                              | Plata                                     | Bronce                    |
| --------- | -------------------------------- | ----------------------------------------- | ------------------------- |
| Masculino | Michael Vanthourenhout · Bélgica | Lars van der Haar · Países Bajos          | Laurens Sweeck · Bélgica  |
| Femenino  | Fem van Empel · Países Bajos     | Ceylin del Carmen Alvarado · Países Bajos | Kata Blanka Vas · Hungría |

### Categoría sub-23
| Evento    | Oro                          | Plata                 | Bronce                            |
| --------- | ---------------------------- | --------------------- | --------------------------------- |
| Masculino | Emiel Verstrynge · Bélgica   | Thibau Nys · Bélgica  | Witse Meeussen · Bélgica          |
| Femenino  | Puck Pieterse · Países Bajos | Line Burquier Francia | Shirin van Anrooij · Países Bajos |

## Medallero
| Núm. | País         | Oro | Plata | Bronce | Total |
| ---- | ------------ | --- | ----- | ------ | ----- |
| 1    | Países Bajos | 2   | 2     | 1      | 5     |
| 2    | Bélgica      | 2   | 1     | 2      | 5     |
| 3    | Francia      | 0   | 1     | 0      | 1     |
| 4    | Hungría      | 0   | 0     | 1      | 1     |
|      | TOTAL        | 4   | 4     | 4      | 12    |